# Nemojany
Nemojany település Csehországban, Vyškovi járásban. Nemojany Rostěnice-Zvonovice, Račice-Pístovice, Habrovany, Tučapy, Luleč és Olšany településekkel határos. Lakosainak száma 830 fő (2024. január 1.).

## Népesség
A település lakosságának változását az alábbi diagram mutatja:
| Lakosok száma | 453  | 474  | 524  | 623  | 623  | 654  | 675  | 727  | 737  | 830  |
|               | 1869 | 1900 | 1921 | 1961 | 1980 | 2011 | 2016 | 2019 | 2021 | 2024 |